# Sindaci e capi del governo di Buenos Aires
Elenco dei Sindaci e capi del governo della città di Buenos Aires, capitale dell'Argentina, sin dalla sua federalizzazione.
Il suo primo sindaco (in spagnolo: Intendente, Intendente) fu Torcuato de Alvear, che fu nominato, in base alla legge di federalizzazione di Buenos Aires, direttamente dal presidente Julio Argentino Roca.
In seguito alla modifica della Costituzione argentina del 1994, la città ottenne uno status autonomo. Il titolo di amministratore delegato della città fu cambiato in Capo del governo (Jefe de Gobierno), eletto direttamente dalla cittadinanza. È stato inoltre creato l'ufficio del vicecapo (Vicejefe de Gobierno). Tuttavia, nell'uso popolare, soprattutto al di fuori dell'Argentina, il capo e il vice-capo sono spesso chiamati rispettivamente sindaco e vice-sindaco.
Il capo e il vice capo vengono eletti su un'unica lista per un periodo di quattro anni, con possibilità di rielezione. Il primo capo del governo eletto direttamente ad essere investito fu Fernando de la Rúa, eletto presidente per tre anni.
Nel 2006, il capo Aníbal Ibarra è stato rimosso dalla sua posizione in seguito all'impeachment sulla tragedia del nightclub Cromagnon, lasciando il vice capo Jorge Telerman a subentrare nell'ufficio.
Alle elezioni del 24 giugno 2007, Mauricio Macri è stato eletto Capo del governo, vincendo al secondo turno con il 60,96% dei voti contro Daniel Filmus. Horacio Rodríguez Larreta è diventato sindaco nel 2015, dopo aver sconfitto Michetti nelle elezioni primarie e Martín Lousteau in una votazione.

## Sindaci (1883–1996)
| #  | Sindaco                       | Inizio mandato    | Fine mandato      | Nominato dal Presidente    | Note    |
| 1  | Torcuato de Alvear            | 10 maggio 1883    | maggio 1887       | Julio A. Roca              |         |
| 2  | Antonio Crespo                | 24 maggio 1887    | 14 agosto 1888    | Miguel Juárez Celmán       |         |
| 3  | Guillermo Cranwell            | 14 agosto 1888    | 10 maggio 1889    | Miguel Juárez Celmán       | Interim |
| 4  | Francisco Seeber              | 10 maggio 1889    | 4 giugno 1890     | Miguel Juárez Celmán       |         |
| 5  | Francisco F. Bollini          | 22 giugno 1890    | 31 ottobre 1892   | Carlos Pellegrini          |         |
| 6  | Juan José Montes de Oca       | 31 ottobre 1892   | 7 novembre 1892   | Luis Sáenz Peña            | Interim |
| 7  | Miguel Cané                   | 7 novembre 1892   | 7 giugno 1893     | Luis Sáenz Peña            |         |
| 8  | Federico Pinedo               | 20 giugno 1893    | 20 agosto 1894    | Luis Sáenz Peña            |         |
| 9  | Emilio Bunge                  | 14 settembre 1894 | 12 settembre 1986 | Luis Sáenz Peña            |         |
| 10 | Francisco Alcobendas          | 12 settembre 1986 | 14 settembre 1898 | José E. Uriburu            |         |
| 11 | Martín Biedma                 | 14 settembre 1898 | 20 ottobre 1898   | José E. Uriburu            | Interim |
| 12 | Adolfo Bullrich               | 20 ottobre 1898   | 20 ottobre 1902   | Julio A. Roca              |         |
| 13 | Alberto Casares               | 20 ottobre 1902   | 20 ottobre 1904   | Julio A. Roca              |         |
| 14 | Carlos Roseti                 | 20 ottobre 1904   | 16 marzo 1906     | Manuel Quintana            |         |
| 15 | Manuel Obarrio                | 16 marzo 1906     | 22 marzo 1906     | José Figueroa Alcorta      | Interim |
| 16 | Alberto Casares               | 22 marzo 1906     | 9 novembre 1906   | José Figueroa Alcorta      |         |
| 17 | Manuel Obarrio                | 10 novembre 1906  | 7 febbraio 1907   | José Figueroa Alcorta      | Interim |
| 18 | Carlos de Alvear              | 8 febbraio 1907   | 7 gennaio 1908    | José Figueroa Alcorta      |         |
| 19 | Manuel Güiraldes              | 25 gennaio 1908   | 12 ottobre 1910   | José Figueroa Alcorta      |         |
| 20 | Joaquín de Anchorena          | 20 ottobre 1910   | 24 ottobre 1914   | Roque Sáenz Peña           |         |
| 21 | Enrique Palacio               | 26 ottobre 1914   | 23 febbraio 1915  | Victorino de la Plaza      | Interim |
| 22 | Arturo Gramajo                | 23 febbraio 1915  | 14 novembre 1916  | Victorino de la Plaza      |         |
| 23 | Joaquín Llambías              | 14 novembre 1916  | 14 novembre 1919  | Hipólito Yrigoyen          |         |
| 24 | Saturnino García Anido        | 15 novembre 1919  | 3 dicembre 1919   | Hipólito Yrigoyen          | Interim |
| 25 | José Luis Cantilo             | 5 dicembre 1919   | 25 ottobre 1921   | Hipólito Yrigoyen          |         |
| 26 | Juan Bartneche                | 26 ottobre 1921   | 13 ottobre 1922   | Hipólito Yrigoyen          |         |
| 27 | Virgilio Tedín Uriburu        | 13 ottobre 1922   | 15 ottobre 1922   | Marcelo T. de Alvear       | Interim |
| 28 | Carlos Noẽl                   | 16 ottobre 1922   | 3 maggio 1927     | Marcelo T. de Alvear       |         |
| 29 | Horacio Casco                 | 3 maggio 1927     | 12 ottobre 1928   | Marcelo T. de Alvear       |         |
| 30 | Adrián Fernández Casco        | 12 ottobre 1928   | 14 novembre 1928  | Hipólito Yrigoyen          | Interim |
| 31 | José Luis Cantilo             | 15 novembre 1928  | 6 settembre 1930  | Hipólito Yrigoyen          |         |
| 32 | José Guerrico                 | 18 settembre 1930 | 20 febbraio 1932  | Félix Uriburu              |         |
| 33 | Rómulo Naón                   | 20 febbraio 1932  | 19 novembre 1932  | Agustín P. Justo           |         |
| 34 | Mariano de Vedia y Mitre      | 19 novembre 1932  | 19 febbraio 1938  | Agustín P. Justo           |         |
| 35 | Arturo Goyeneche              | 20 febbraio 1938  | 26 novembre 1940  | Roberto M. Ortiz           |         |
| 36 | Raúl Savarese                 | 26 novembre 1940  | 6 dicembre 1940   | Ramón Castillo             | Interim |
| 37 | Carlos Alberto Pueyrredón     | 6 dicembre 1940   | 11 giugno 1943    | Ramón Castillo             |         |
| 38 | Ernesto E. Padilla            | 12 giugno 1943    | 15 giugno 1943    | Pedro P. Ramírez           | Interim |
| 39 | Basilio Pertiné               | 15 giugno 1943    | 5 aprile 1944     | Pedro P. Ramírez           |         |
| 40 | César Caccia                  | 12 aprile 1944    | 3 giugno 1946     | Edelmiro Farrell           |         |
| 41 | Emilio Siri                   | 6 giugno 1946     | 16 novembre 1949  | Juan Perón                 |         |
| 42 | Juan Debenedetti              | 26 novembre 1949  | 19 febbraio 1952  | Juan Perón                 |         |
| 43 | Jorge Sabaté                  | 20 febbraio 1952  | 26 ottobre 1954   | Juan Perón                 |         |
| 44 | Bernardo Gago                 | 27 ottobre 1954   | 23 settembre 1955 | Juan Perón                 |         |
| 45 | Miguel Madero                 | 26 settembre 1955 | 8 giugno 1956     | Eduardo Lonardi            |         |
| 46 | Luis María de la Torre Campos | 8 giugno 1956     | 25 gennaio 1957   | Pedro E. Aramburu          |         |
| 47 | Eduardo Bergalli              | 26 gennaio 1957   | 18 settembre 1957 | Pedro E. Aramburu          |         |
| 48 | Ernesto Florit                | 20 settembre 1957 | 1º maggio 1958    | Pedro E. Aramburu          |         |
| 49 | Roberto Etchepareborda        | 1º maggio 1958    | 13 maggio 1958    | Arturo Frondizi            | Interim |
| 50 | Hernán Giralt                 | 14 maggio 1958    | 25 giugno 1962    | Arturo Frondizi            |         |
| 51 | Alberto Prebisch              | 26 giugno 1962    | 13 ottobre 1963   | José María Guido           |         |
| 52 | Francisco Rabanal             | 17 ottobre 1963   | 28 giugno 1966    | Arturo Illia               |         |
| 53 | Eugenio Schettini             | 6 luglio 1966     | 6 settembre 1967  | Juan Carlos Onganía        |         |
| 54 | Manuel Iricibar               | 8 settembre 1967  | 26 febbraio 1971  | Juan Carlos Onganía        |         |
| 55 | Tomás Caballero               | 1º marzo 1971     | 26 marzo 1971     | Roberto Marcelo Levingston |         |
| 56 | Saturnino Montero Ruiz        | 31 marzo 1971     | 25 maggio 1973    | Alejandro Agustín Lanusse  |         |
| 57 | Leopoldo Frenkel              | 4 giugno 1973     | 6 agosto 1973     | Héctor Cámpora             |         |
| 58 | Juan Debenedetti              | 7 agosto 1973     | 27 agosto 1973    | Raúl Lastiri               |         |
| 59 | José Embrioni                 | 30 agosto 1973    | 23 marzo 1976     | Raúl Lastiri               |         |
| 60 | Eduardo Crespi                | 24 marzo 1976     | 2 aprile 1976     | Giunta Militare            |         |
| 61 | Osvaldo Cacciatore            | 2 aprile 1976     | 31 marzo 1982     | Jorge Videla               |         |
| 62 | Guillermo del Cioppo          | 31 marzo 1982     | 10 dicembre 1983  | Leopoldo Galtieri          |         |
| 63 | Julio César Saguier           | 10 dicembre 1983  | 13 gennaio 1987   | Raúl Alfonsín              |         |
| 64 | Facundo Suárez Lastra         | 14 gennaio 1987   | 8 luglio 1989     | Raúl Alfonsín              |         |
| 65 | Carlos Grosso                 | 8 luglio 1989     | 26 ottobre 1992   | Carlos Menem               |         |
| 66 | Saúl Bouer                    | 26 ottobre 1992   | 5 settembre 1994  | Carlos Menem               |         |
| 67 | Jorge Domínguez               | 5 settembre 1994  | 6 agosto 1996     | Carlos Menem               |         |

## Capi del governo (1996–presente)
| # | # | Ritratto            | Nome (Nascita-Morte)             | Mandato          | Mandato          | Partito                | Vice capo | Vice capo         |
| - | - | ------------------- | -------------------------------- | ---------------- | ---------------- | ---------------------- | --------- | ----------------- |
|   | 1 |                     | Fernando de la Rúa (1937–2019)   | 6 agosto 1996    | 10 dicembre 1999 | Unione Civica Radicale |           | Enrique Olivera   |
|   | 2 |                     | Enrique Olivera (1940–2014)      | 10 dicembre 1999 | 5 agosto 2000    | Unione Civica Radicale |           | vacante           |
|   | 3 |                     | Aníbal Ibarra (1958)             | 6 agosto 2000    | 7 marzo 2006     | Frepaso                |           | Cecilia Felgueras |
|   | 3 | Jorge Telerman      | Aníbal Ibarra (1958)             | 6 agosto 2000    | 7 marzo 2006     | Frepaso                |           |                   |
|   | 4 |                     | Jorge Telerman (1956)            | 7 marzo 2006     | 10 dicembre 2007 | Frepaso                |           | vacante           |
|   | 5 |                     | Mauricio Macri (1959)            | 10 dicembre 2007 | 9 dicembre 2015  | Proposta Repubblicana  |           | Gabriela Michetti |
|   | 5 | María Eugenia Vidal | Mauricio Macri (1959)            | 10 dicembre 2007 | 9 dicembre 2015  | Proposta Repubblicana  |           |                   |
|   | 6 |                     | Horacio Rodríguez Larreta (1965) | 9 dicembre 2015  | 7 dicembre 2023  | Proposta Repubblicana  |           | Diego Santilli    |
|   | 7 |                     | Jorge Macri (1965)               | 7 dicembre 2023  | in carica        | Proposta Repubblicana  |           | Clara Muzzio      |